# Lester White
Pour les articles homonymes, voir White.
Lester White est un directeur de la photographie américain, de son nom complet Lester Harold White, né le 25 juillet 1907 à New York (État de New York), mort le 4 décembre 1958 à Los Angeles (Californie).

## Biographie
Au cinéma, Lester White est cadreur sur sept films américains sortis de 1932 à 1934 (le dernier est La Veuve joyeuse d'Ernst Lubitsch). Il devient chef opérateur sur Un cœur, deux poings de W.S. Van Dyke, avec Myrna Loy et Max Baer, sorti en 1933.
Jusqu'en 1957, il dirige les prises de vues de quatre-vingt-cinq films américains, dont des westerns (ex. : Gun Fury de Raoul Walsh en 1953, avec Rock Hudson et Donna Reed). Mentionnons également L'amour frappe André Hardy de George B. Seitz (1938) et Débuts à Broadway de Busby Berkeley (1941), tous deux avec Mickey Rooney et Judy Garland. Parmi ses autres films notables, citons encore Sherlock Holmes et l'Arme secrète de Roy William Neill (1943, avec Basil Rathbone et Nigel Bruce) et Du plomb pour l'inspecteur de Richard Quine (1954, avec Fred MacMurray et Kim Novak).
À la télévision, Lester White exerce à partir de 1951, d'abord sur un téléfilm, puis sur dix-sept séries, dont quinze épisodes de Rintintin en 1954 et 1955. Sa dernière contribution est pour un épisode de L'Homme à la carabine, diffusé début janvier 1959, un mois après sa mort prématurée.

## Filmographie partielle

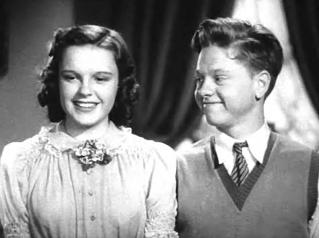
L'amour frappe André Hardy (1938) :
Judy Garland et Mickey Rooney

### Au cinéma

#### Comme directeur de la photographie
- 1933 : Un cœur, deux poings (The Prizefighter and the Lady) de W.S. Van Dyke
- 1934 : Une méchante femme (A Wicked Woman) de Charles Brabin
- 1934 : Laughing Boy de W.S. Van Dyke
- 1935 : La Double Vengeance (The Murder Man) de Tim Whelan
- 1936 : Exclusive Story (en) de George B. Seitz
- 1936 : Absolute Quiet de George B. Seitz
- 1937 : Secrets de famille (A Family Affair) de George B. Seitz
- 1938 : Mort d'un bateau (The Ship that died) de Jacques Tourneur (court métrage)
- 1938 : Surprise Camping (Listen, Darling) d'Edwin L. Marin
- 1938 : L'amour frappe André Hardy (Love finds Andy Hardy) de George B. Seitz
- 1939 : On demande le docteur Kildare (Calling Dr. Kildare) de Harold S. Bucquet
- 1939 : André Hardy s'enflamme (Andy Hardy gets Spring Fever) de W. S. Van Dyke
- 1939 : André Hardy millionnaire (The Hardys Ride High) de George B. Seitz
- 1939 : André Hardy détective (Judge Hardy and Son)
- 1940 : Au-delà de demain (Beyond Tomorrow) de A. Edward Sutherland
- 1941 : Débuts à Broadway (Babes on Broadway) de Busby Berkeley
- 1941 : La vie commence pour André Hardy (Life begins for Andy Hardy) de George B. Seitz
- 1942 : L'Agent invisible (Invisible Agent) d'Edwin L. Marin
- 1942 : André Hardy fait sa cour (The Courtship of Andy Hardy) de George B. Seitz
- 1942 : Miss Annie Rooney d'Edwin L. Marin
- 1943 : Sherlock Holmes et l'Arme secrète (Sherlock Holmes and the Secret Weapon) de Roy William Neill
- 1943 : La Sauvagesse blanche (White Savage) d'Arthur Lubin
- 1943 : La Bête (Whistling in Brooklyn) de S. Sylvan Simon
- 1943 : Sherlock Holmes à Washington (Sherlock Holmes in Washington) de Roy William Neill
- 1944 : Aventures au harem (Lost in a Harem) de Charles Reisner
- 1944 : André Hardy préfère les brunes (Andy Hardy's Blonde Trouble) de George B. Seitz
- 1945 : The Hidden Eye de Richard Whorf
- 1947 : Little Mister Jim de Fred Zinnemann
- 1948 : Bien faire... et la séduire (The Fuller Brush Man) de S. Sylvan Simon
- 1950 : Le Marchand de bonne humeur (The Good Humor Man) de Lloyd Bacon
- 1950 : Les Rois de la piste (The Fireball) de Tay Garnett
- 1951 : New Mexico (en) d'Irving Reis
- 1952 : La Belle du harem (Harem Girl) d'Edward Bernds
- 1953 : Gun Fury de Raoul Walsh
- 1953 : Les Massacreurs du Kansas (The Stranger wore a Gun) d 'André De Toth
- 1954 : Intrigues sous les tropiques (Drums of Tahiti) de William Castle
- 1954 : Du plomb pour l'inspecteur (Pushover) de Richard Quine
- 1954 : Les Brigands de l'Arizona (en) (The Lone Gun) de Ray Nazarro
- 1955 : Femmes en prison (Women's Prison) de Lewis Seiler
- 1955 : On ne joue pas avec le crime (Five against the House) de Phil Karlson
- 1955 : Top Gun de Ray Nazarro
- 1957 : The Monster That Challenged the World d'Arnold Laven

#### Comme cadreur
- 1932 : L'Étrange Interlude (Strange Interlude) de Robert Z. Leonard
- 1933 : Le Chant du Nil (The Barbarian) de Sam Wood
- 1933 : Mais une femme troubla la fête (When Ladies meet) d'Harry Beaumont
- 1933 : Dans tes bras (Hold Your Man) de Sam Wood
- 1934 : Tarzan et sa compagne (Tarzan and his Mate) de Cedric Gibbons et Jack Conway
- 1934 : La Veuve joyeuse (The Merry Widow) d'Ernst Lubitsch

### À la télévision
(séries, sauf mention contraire, comme directeur de la photographie)
- 1951 : The Bogus Green, téléfilm de Lew Landers
- 1954-1955 : Rintintin (The Adventures of Rin Tin Tin), Saison 1, 15 épisodes
- 1956 : Le Choix de... (Screen Directors Playhouse), Saison unique, épisode 16 Recherché pour meurtre (Number Five checked Out) d'Ida Lupino
- 1959 : L'Homme à la carabine (The Rifleman), Saison 1, épisode 15 The Pet de Joseph H. Lewis